# 가누마 나오키
가누마 나오키(일본어: 鹿沼 直生, 1997년 12월 7일~)는 일본의 축구 선수이다.

## 구단 경력
그는 2020년 J3리그의 SC 사가미하라에 입단했다. 2021년 J2리그의 주빌로 이와타로 이적했다. 2021년 J2리그 우승으로 J1리그로 승격했다. 2022년후 J2리그에 강등했다. 2023년 J2리그 준우승으로 J1리그로 승격했다. 2024년까지 67경기에 출전하여, 3득점을 넣었다. 2024년 7월 J2리그의 도쿠시마 보르티스로 이적했다.